# お伊勢さん (テレビ番組)
『お伊勢さん』（おいせさん）は、2013年（平成25年）1月から三重テレビが制作し独立局を中心に放送されるドキュメントバラエティ番組である。開局以来3度目の「神宮式年遷宮」となる三重テレビが全社体制で制作した。

## 概要
2013年（平成25年）に、伊勢神宮で20年に一度の大祭「神宮式年遷宮」の特別企画として放送された。最終回については「遷御の儀」の模様を生中継する。
制作局である三重テレビでは、毎月第1金曜日の20:00 - 20:55（JST）に本放送、第4金曜日の同時間帯に再放送を行う。
その1年後にはBS11でも放送。

## 各話リスト
| 回 | タイトル                   |
| -- | -------------------------- |
| 1  | 倭姫命と斎王               |
| 2  | 神宮125社まいり            |
| 3  | 神宮神田の一年             |
| 4  | 式年遷宮の経済             |
| 5  | お伊勢まいり               |
| 6  | 神宮と音楽                 |
| 7  | 祈りのかたち、神宮の建築   |
| 8  | 神宮の営みと日本人の自然観 |
| 9  | 神領民の心意気             |
| 10 | 中継・内宮 遷御の儀        |

## 出演者
番組ナビゲーターは、女優の夢輝のあと文筆家の千種清美。
第1回
- 阿川佐和子（作家）[2]
- 鷹司尚武（大宮司）[2]
- 白洲信哉（文筆家）[1]

第2回
- 黛まどか（俳人）[2]

第4回
- 石坂浩二（俳優）[2]

第5回
- 桂文珍（落語家）[2]

第7回
- 高松伸（京都大学教授）[1]

第8回
- 草野満代（フリーアナウンサー）[1]

第10回
- 檀れい（女優）[1]

ちなみに第9回放送では、第4回出演の石坂がナレーションを務める。

## ネット局
| 放送対象地域 | 放送局                               | 系列           | 放送日時 |
| ------------ | ------------------------------------ | -------------- | --- |
| 三重県       | 三重テレビ放送(MTV)〈制作局〉        | JAITS          | 第01回：2013年01月04日 20:00 - 20:55 第02回：2013年02月01日 20:00 - 20:55 第03回：2013年03月01日 20:00 - 20:55 第04回：2013年04月05日 20:00 - 20:56 第05回：2013年05月03日 20:00 - 20:55 第06回：2013年06月07日 20:00 - 20:55 第07回：2013年07月05日 20:00 - 20:55 第08回：2013年08月02日 20:00 - 20:55 第09回：2013年09月06日 20:00 - 20:55 第10回：2013年10月02日 19:30 - 20:55 |
| 青森県       | 青森テレビ（ATV）                    | TBS系列        | 第01回：2013年04月13日 10:30 - 11:25 第02回：2013年05月04日 10:30 - 11:25 第03回：2013年05月25日 10:30 - 11:25 第04回：2013年06月01日 10:30 - 11:25 第05回：2013年06月22日 10:30 - 11:25 第06回： 第07回： 第08回： 第09回： 第10回： |
| 栃木県       | とちぎテレビ（GYT）                  | JAITS          | 第01回： 第02回： 第03回：2013年03月17日 19:00 - 19:55 第04回：2013年04月08日 20:00 - 20:55 第05回：2013年05月18日 20:00 - 20:55 第06回： 第07回： 第08回： 第09回： 第10回： |
| 群馬県       | 群馬テレビ（GTV）                    | JAITS          | 第01回： 第02回：2013年02月23日 19:00 - 19:55 第03回：2013年03月23日 19:00 - 19:55 第04回：2013年04月27日 19:00 - 19:55 第05回：2013年05月25日 19:00 - 19:55 第06回： 第07回： 第08回： 第09回： 第10回： |
| 埼玉県       | テレビ埼玉（TVS）                    | JAITS          | 第01回：2013年01月08日 20:00 - 20:55 第02回：2013年02月12日 20:00 - 20:55 第03回：2013年03月12日 20:00 - 20:55 第04回：2013年04月09日 20:00 - 20:55 第05回：2013年05月14日 20:00 - 20:55 第06回： 第07回： 第08回： 第09回： 第10回：2013年10月02日 19:55 - 20:55 |
| 千葉県       | 千葉テレビ放送（CTC）                | JAITS          | 第01回： 第02回：2013年02月23日 19:00 - 19:55 第03回：2013年03月23日 19:00 - 19:55 第04回：2013年04月12日 19:00 - 19:55 第05回：2013年05月10日 19:00 - 19:55 第06回： 第07回： 第08回： 第09回： 第10回：2013年10月02日 19:55 - 20:55 |
| 東京都       | 東京メトロポリタンテレビジョン（MX） | JAITS          | 第01回： 第02回：2013年02月05日 20:00 - 21:00 第03回：2013年03月05日 20:00 - 21:00 第04回：2013年04月06日 20:00 - 21:00 第05回：2013年05月04日 20:00 - 21:00 第06回： 第07回： 第08回： 第09回： 第10回： |
| 神奈川県     | テレビ神奈川（TVK）                  | JAITS          | 第01回： 第02回：2013年02月08日 20:00 - 20:55 第03回：2013年03月08日 20:00 - 20:55 第04回：2013年04月12日20:00 - 20:55 第05回：2013年05月10日 20:00 - 20:55 第06回： 第07回： 第08回： 第09回： 第10回：2013年10月02日 19:55 - 20:55 |
| 岐阜県       | 岐阜放送（GBS）                      | JAITS          | 第01回：2013年01月07日 21:00 - 21:54 第02回：2013年02月04日 21:00 - 21:54 第03回：2013年03月04日 21:00 - 21:54 第04回：2013年04月08日 21:00 - 21:54 第05回：2013年05月06日 21:00 - 21:54 第06回： 第07回： 第08回： 第09回： 第10回： |
| 滋賀県       | びわ湖放送（BBC）                    | JAITS          | 第01回： 第02回： 第03回： 第04回： 第05回： 第06回： 第07回： 第08回： 第09回： 第10回： |
| 京都府       | 京都放送（KBS）                      | JAITS          | 第01回： 第02回：2013年02月22日 19:00 - 19:55 第03回：2013年03月22日 19:00 - 19:55 第04回：2013年04月17日 19:00 - 19:55 第05回：2013年05月15日 19:00 - 19:55 第06回： 第07回： 第08回： 第09回： 第10回：2013年10月02日 19:55 - 20:55 |
| 兵庫県       | サンテレビジョン（SUN）              | JAITS          | 第01回： 第02回：2013年02月24日 11:00 - 11:54 第03回：2013年03月24日 11:00 - 11:54 第04回：2013年04月28日 11:00 - 11:54 第05回：2013年05月26日 11:00 - 11:54 第06回： 第07回： 第08回： 第09回： 第10回：2013年10月02日 19:55 - 20:55 |
| 奈良県       | 奈良テレビ放送（TVN）                | JAITS          | 第01回：2013年01月06日 22:00 - 22:53 第02回：2013年02月02日 21:00 - 21:54 第03回：2013年03月02日 21:00 - 21:54 第04回：2013年04月06日 21:00 - 21:55 第05回：2013年05月04日 21:00 - 21:54 第06回： 第07回： 第08回： 第09回： 第10回： |
| 和歌山県     | テレビ和歌山（WTV）                  | JAITS          | 第01回： 第02回：2013年02月22日 22:00 - 22:53 第03回：2013年03月22日 22:00 - 22:53 第04回：2013年04月26日 22:00 - 22:53 第05回：2013年05月31日 22:00 - 22:53 第06回： 第07回： 第08回： 第09回： 第10回： |
| 愛媛県       | テレビ愛媛（EBC）                    | フジテレビ系列 | 第01回： 第02回： 第03回： 第04回： 第05回： 第06回： 第07回： 第08回： 第09回： 第10回： |
| 福岡県       | TVQ九州放送（TVQ）                   | テレビ東京系列 | 第01回： 第02回： 第03回： 第04回： 第05回： 第06回： 第07回： 第08回： 第09回： 第10回： |
| 熊本県       | テレビ熊本（TKU）                    | フジテレビ系列 | 第01回： 第02回： 第03回： 第04回：2013年04月28日 25:10 - 26:05 第05回： 第06回： 第07回： 第08回： 第09回： 第10回： |
| 鹿児島県     | 鹿児島テレビ放送（KTS）              | フジテレビ系列 | 第01回： 第02回： 第03回： 第04回：2013年04月25日 26:40 - 27:35 第05回： 第06回： 第07回： 第08回： 第09回： 第10回： |
| 全国放送     | BSフジ                               | BS放送         | 第01回： 第02回： 第03回： 第04回： 第05回： 第06回： 第07回： 第08回： 第09回： 第10回： |
| 全国放送     | 日本BS放送（BS11）                   | BS放送         | 第01回：2014年07月01日 20:00 - 20:54 第02回：2014年07月08日 20:00 - 20:54 第03回：2014年07月15日 20:00 - 20:54 第04回：2014年07月22日 20:00 - 20:54 第05回：2014年07月29日 20:00 - 20:54 第06回：2014年08月05日 20:00 - 20:54 第07回：2014年08月12日 20:00 - 20:54 第08回：2014年08月19日 20:00 - 20:54 第09回：2014年08月26日 20:00 - 20:54 第10回：2014年09月02日 20:00 - 20:54 |

## スタッフ
- オープニングナレーション：稲葉寿美
- ナレーション：石坂浩二、一色克美、若林希
- 脚本：千種清美
- 音楽：清水嶺
- 題字：坪島圡平
- オープニングCG：奥村喜彦（東北新社）、古川剛史（TOKYO2000）
- スタイリスト（夢輝のあ）：月城奈美
- 撮影：浅井伸英（ニューアーク）
- 音声：仙田浩司（ニューアーク）
- テロップ：豊田睦子
- 編集：岩室敏之、吉岡秀之（三重テレビエンタープライズ）
- MA：青木信之（ビー・ブルー）
- ディレクター：光来出賢二、布目裕貴（テイクス）
- シリーズディレクター：舘川聡
- 編成・広報：松本幹景、波多美由紀、長谷川さやか
- 制作統括：山田享司、小川秀幸
- 制作協力：テイクス
- 制作著作：三重テレビ放送

## 関連商品
- お伊勢さんDVDボックス - 第1回から第5回を収録した上巻は2013年9月4日発売[3]。前日に伊勢神宮へ奉納された[3]。